# Ignace
Ignace is een Franse film van Pierre Colombier die werd uitgebracht in 1937.
Het scenario is gebaseerd op de gelijknamige operette (1935) van Roger Dumas en Jean Manse (librettist).

## Samenvatting
Ignace Boitaclou is een goedhartige, wat simpele plattelandsjongen die zijn dienstplicht moet vervullen. Hij wordt ingedeeld bij een regiment dragonders. Hij kan amper zijn mond houden en heeft de anderen met zijn humor vlug op zijn hand. In de kazerne krijgt hij algauw enige bekendheid dankzij een leuk liedje ('Ignace') dat hij zingt en dat is gewijd aan zijn mooie naam. 
De kolonel vindt Boitaclou ook sympathiek en duidt hem aan als zijn nieuwe ordonnans, en dit in de plaats van soldaat Philibert. Ignace is soms niet erg snugger en wat onhandig. Daardoor ontstaan er problemen en misverstanden. Hij heeft onder meer af te rekenen met de verschrikkelijke vrouw van de kolonel. En hij wordt verliefd op Annette, het kamermeisje. Hij verstaat echter ook de kunst om de soms delicate situaties weer in orde te brengen.   

## Rolverdeling
| Acteur          | Personage                                                         |
| --------------- | ----------------------------------------------------------------- |
| Fernandel       | Ignace Boitaclou, een plattelandsjongen, ordonnans van de kolonel |
| Fernand Charpin | kolonel Romuald Durosier                                          |
| Saturnin Fabre  | baron Gédéon des Orfrais                                          |
| Alice Tissot    | Gabrielle Durosier, de vrouw van de kolonel                       |
| Nita Raya       | Loulette, de ster van de music-hall                               |
| Raymond Cordy   | soldaat Philibert                                                 |
| Claude May      | Monique Durosier, het nichtje van de kolonel                      |
| Andrex          | Serge de Montroc                                                  |